# Торженьга

Торженьга — река в России, протекает в Вологодской области, в Тарногском районе. Устье реки находится в 90 км по правому берегу реки Уфтюга. Длина реки составляет 6 км. Река образуется слиянием Большой Торженьги и Малой Торженьги, шестикилометровый участок от их слияния до впадения в Уфтюгу носит имя Торженьга.
Торженьга течёт на восток по глухому лесу, населённых пунктов по берегам нет.

## Данные водного реестра
По данным государственного водного реестра России относится к Двинско-Печорскому бассейновому округу, водохозяйственный участок реки — Северная Двина от начала реки до впадения реки Вычегда, без рек Юг и Сухона (от истока до Кубенского гидроузла), речной подбассейн реки — Сухона. Речной бассейн реки — Северная Двина.
По данным геоинформационной системы водохозяйственного районирования территории РФ, подготовленной Федеральным агентством водных ресурсов:
- Код водного объекта в государственном водном реестре — 03020100312103000009067
- Код по гидрологической изученности (ГИ) — 103000906
- Код бассейна — 03.02.01.003
- Номер тома по ГИ — 03
- Выпуск по ГИ — 0